# اینبار لانیر
اینبار لانیر (انگلیسی: Inbar Lanir؛ زادهٔ ۳ آوریل ۲۰۰۰) جودوکار زن اهل اسرائیل است.

## افتخارات

### المپیک
وی در المپیک ۲۰۲۴ پاریس برای اسرائیل توانست در جودو زنان (-۷۸ کیلوگرم) مدال نقره را کسب کند.